# Мацудо
Мацу́до (яп. 松戸市 Мацудо-си) — город в Японии, находящийся в префектуре Тиба. Площадь города составляет 61,33 км², население — 481 209 человек (1 августа 2014), плотность населения — 7846,23 чел./км².

## Географическое положение
Город расположен на острове Хонсю в префектуре Тиба региона Канто. С ним граничат города Итикава, Касива, Нагареяма, Камагая, Мисато.

## История
1 октября 1943 года населённый пункт получил статус города.
После окончания второй мировой войны и капитуляции Японии в сентябре 1945 года японские вооружённые силы были разоружены и расформированы. После восстановления вооружённых сил в начале 1950х годов и возобновления подготовки офицерских кадров в городе Мацудо начало работу училище по подготовке интендантов.
Является городом-спутником Токио.

## Население
Население города составляет 481 209 человек (1 августа 2014), а плотность — 7846,23 чел./км². Изменение численности населения с 1980 по 2005 годы:
| 1980 | 400 863 чел. |  |
| 1985 | 427 473 чел. |  |
| 1990 | 456 210 чел. |  |
| 1995 | 461 503 чел. |  |
| 2000 | 464 841 чел. |  |
| 2005 | 472 579 чел. |  |

## Символика
Деревом города считается кастанопсис, цветком — рододендрон, птицей — длиннохвостая неясыть.

## Города-побратимы
- Бокс Хилл[англ.], Австралия (1971)
- Кураёси, Япония (2004)